# Fresna jacquelinae
Fresna jacquelinae es una especie de mariposa, de la familia de los hespéridos.

## Plantas hospederas
No se conocen las plantas hospederas de F. jacquelinae.